# Dworszowice Pakoszowe (kolonia)
Dworszowice Pakoszowe – kolonia w Polsce, położona w województwie łódzkim, w powiecie pajęczańskim, w gminie Sulmierzyce.
W latach 1975–1998 miejscowość administracyjnie należała do województwa piotrkowskiego.